# تل موجيلان
تل موجيلان أو تل موجيلانسكا هو جثوة يقع في وسط فراتسا، بلغاريا.
أثناء أعمال التنقيب عام 1965-1966، تم العثور على 3 مقابر مبنية بالحجر. إحداها - القبر رقم 2، تم العثور عليها سليمة وأسفرت عن كنز غني من القطع الأثرية.
يتكون القبر رقم 2 من غرفة انتظار وغرفة. وفي غرفة الانتظار كانت هناك عربة وبقايا حصان مضحى، وذخيرته بها مجموعة كاملة من الزخارف الفضية. وكان في الغرفة جنازة بها العديد من الكنوز: إكليل ذهبي وأقراط، ووسادة ركبة فضية مذهبة عليها صورة الإلهة الأم العظيمة، ومجموعة من التماثيل السحرية، بالإضافة إلى أواني وأشياء مختلفة مصنوعة من الفضة، البرونز، والسيراميك. تحمل بعض السفن اسم الحاكم الأودريسي كوتيس الأول.
تم نهب المقبرتين الآخرين في العصور القديمة ولم يتم العثور إلا على كمية صغيرة من الأشياء العشوائية – إبريق من الذهب والفضة وغيرها. ومن المرجح أن أعضاء بارزين من سلالة حاكمة قبيلة تريبالي دفنوا في تلك المقابر في القرن الرابع قبل الميلاد.
يتم تخزين القطع الأثرية في متحف فراتسا التاريخي الإقليمي.